# Elliston-Lafayette
Elliston‑Lafayette è stato un census-designated place (CDP) degli Stati Uniti d'America, situato nello stato della Virginia, nella contea di Montgomery.
Dal 2010 è stato separato nei CDP di Elliston e Lafayette.